# Staffan Stolpe
Staffan Stolpe, född 1943, är en svensk författare. Han är son till Sven Stolpe och Karin Stolpe samt dotterson till Hans von Euler-Chelpin och Astrid Cleve.
Staffan Stolpe har utgivit romaner och diktsamlingar samt faktaböcker och reseböcker om Grekland, Makedonien och Cypern, bland annat på uppdrag för Utrikespolitiska Institutet.